# Francisco Martínez Marina

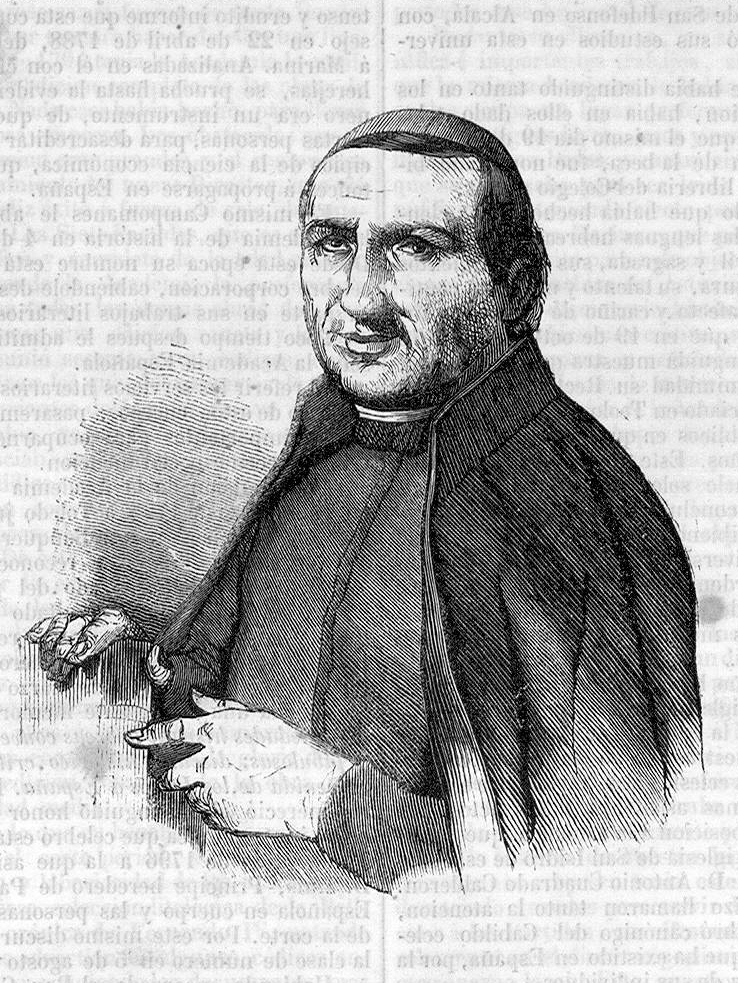
Retrato de Martínez Marina (Semanario Pintoresco Español, 1847)

Francisco Javier Martínez Marina (Corrada del Obispo, Oviedo, 10 de mayo de 1754 - Zaragoza, 25 de julio de 1833) fue un jurista, historiador del derecho, filólogo y sacerdote español. 

## Biografía
Hijo de Isidro Martínez Fernández y de Micaela Francisca Marina y Fernández de Puerna, ingresó en la Universidad de Oviedo en 1769 para oír Filosofía y tres años después obtiene el bachillerato en Artes; entonces comienza el primer año de Teología y prosigue en la Universidad de Toledo desde 1773; allí recibe órdenes sagradas y en 1777 pide y obtiene una plaza de becario en el Colegio de San Ildefonso de la de Alcalá de Henares, que obtiene gracias a la recomendación de Campomanes y del Arzobispo de Toledo, el cardenal Francisco Antonio de Lorenzana; ese mismo año le dan el cargo de bibliotecario del Colegio y es nombrado rector de la Universidad de Alcalá en 1778, mismo año en que se doctora en la Universidad de Toledo con apenas 24; en 1779 recibe órdenes de presbítero. En 1781 obtiene por oposición una canonjía de la Iglesia de San Isidro de Madrid y Carlos III lo nombra capellán real. En 1786 fue elegido miembro correspondiente de la Real Academia de la Historia, en 1787 supernumerario y en 1794 numerario; dentro de ella tiene los cargos de bibliotecario y archivero. El 27 de noviembre de 1801 es nombrado su director, puesto en el que estuvo hasta 1804; en 1814 fue su Tesorero y fue reelegido Director en 1816 para permanecer en este cargo hasta 1820, aunque entre 1818 y 1820 estuvo confinado en Lérida a causa de sus ideas liberales. En la Academia de la Historia participó en la confección del Diccionario histórico-geográfico (redactó la parte de Álava) y, sobre todo, en la corrección y edición de Las Siete Partidas de Alfonso X el Sabio, para la cual escribió su Ensayo histórico-crítico sobre la legislación y principales cuerpos legales de los Reinos de León y Castilla especialmente sobre el Código de las "Siete Partidas" de Don Alfonso el Sabio (Madrid, 1808), una de sus obras más famosas. Formó también parte de la Real Academia Española, en la que fue recibido como miembro honorario en 1797 y después fue numerario; allí participó en la corrección y aumento del Diccionario. También fue miembro de la Real Academia de Buenas Letras de Barcelona.
En cuanto a su carrera eclesiástica, obtuvo en oposición la magistralía de Plasencia y la lectoralía de Ávila, pero su canonjía en Madrid le supone marchar a la capital. Durante estos años el Consejo de Castilla le confía algunas comisiones: censurar libros y periódicos, ser juez en oposiciones a cátedras y dar su opinión sobre la presunta herejía en Zaragoza del famoso P. Cádiz. Escribe el Diccionario geográfico-histórico de Asturias, Principios naturales de la moral, de la política y de la legislación, Las antigüedades hispano-hebreas, Origen y proceso de las lenguas, Ensayo histórico-crítico sobre la legislación española, Juicio de la Novísima Recopilación, publicada como autodefensa en los tribunales, Vida de Cristo y otras muchas; pero la obra más importante que le ocupa por esos años es su Teoría de las Cortes, obra que saldrá publicada más tarde (Madrid: Imprenta de Fermín Villalpando, 1813) y fue sancionada y aprobada con algunas observaciones en las Cortes de Cádiz de 1812.
Durante la Guerra de la Independencia le dieron cargos en el gobierno josefino pese a su indudable patriotismo; tenía fama de clérigo liberal y progresista y los afrancesados querían atraérselo, por lo que fue nombrado miembro de la Junta de Instrucción Pública de 1811 junto a Pedro Estala y otros eruditos. Sin embargo enviaba trabajos a El Español de Londres en 1810 y 1812. La restauración borbónica y el regreso del neoabsolutista Fernando VII cambiaron su suerte; su Teoría de las Cortes y el Examen fueron prohibidas en noviembre de 1817 por la Inquisición y él mismo fue perseguido y confinado en Lérida entre 1818 y 1820 pese a las protestas de las Academias, entre ellas la de Barcelona, que lo nombró miembro en 1818. Él reaccionó escribiendo una Defensa que sólo se publicó póstuma (Madrid, 1861), y también compuso una Historia civil y eclesiástica de Lérida (1819) que permanece inédita. El triunfo liberal de Rafael del Riego cambió esa situación en enero de 1820 y fue liberado.
Marina exhibía en todos sus trabajos extensos conocimientos en lenguas, historia, derecho, política y moral, pero destacaba sobre todo por haber sido el primero que intentó desentrañar el arcano misterio de la formación de los códigos legales españoles, por lo que se lo consideraba ya entonces fundador de la Historia del Derecho español. Su "Ensayo histórico-crítico" se creó originariamente para servir de prólogo a Las Partidas y trataba sobre la historia del derecho castellano hasta la Edad Media. En su Teoría de las Cortes amplió ese camino, trazado ya, entre otros, por Campomanes, y defendió la necesidad de impedir que los bienes de la nación cayeran en manos muertas, y hasta tal punto se adelantó al proyecto de desamortización intentado por las Cortes de Cádiz y puesto en práctica después por Mendizábal, que Martínez Marina dijo:
El primero de todos los medios indirectos que reclaman la razón, la justicia y el orden de la sociedad, es moderar la riqueza del clero en beneficio de la agricultura, poner en circulación todas las propiedades afectas al estado eclesiástico y acumuladas en iglesias y monasterios contra el voto general de la nación; restituirlas a los pueblos y familias, de cuyo dominio fueron arrancadas por el despotismo, por la seducción, por la ignorancia y por la falta de piedad; abolir para siempre el injusto e insoportable tributo de los diezmos, que no se conoció en España hasta el S.XII, ni se extendió, ni se propagó, sino a la sombra de la barbarie de estos siglos y en razón a los progresos del despotismo papal.
El liberalismo de estos duros conceptos provocó acervas polémicas en el estamento eclesiástico, siendo el Cardenal Inguanzo quien reaccionó más vigorosamente para rebatirlos. Sin embargo estas ideas liberales le valieron que Asturias lo eligiera diputado para las Cortes de durante el Trienio Liberal (1820-1823), provocado por la heroica rebelión contra el absolutismo fernandino de otro asturiano, Rafael del Riego, y, desde esta posición, formó parte de comisiones legislativas que, por ejemplo, dieron lugar al Código Penal (1822). En febrero de 1822 la Universidad de Oviedo le confirió el título de Doctor honorario. 
Con la vuelta del absolutismo en 1823, Martínez Marina fue exonerado del goce de su prebenda y se le señaló Zaragoza como lugar de residencia obligada y confinamiento forzoso donde halló la muerte. Para que no muriese de hambre la Real Academia de la Historia le había asignado una pensión de 1500 ducados anuales y otra de 300 el obispo de Lérida. Por más que se intentara en varias ocasiones en el siglo XIX y XX trasladar sus restos a Oviedo, sólo se logró en noviembre de 2002, cuando fueron trasladados desde el cementerio zaragozano de La Cartuja Baja al cementerio de El Salvador, en Oviedo.
A partir de su muerte la historia no encuentra un sucesor hasta muchos años después. En la universidad española no habrá cátedras de Historia del derecho hasta 1833, año en que aparecen las primeras.

## Pensamiento
"Según ha señalado L. de Sosa, «sus ideas, sus obras, están en un todo subordinadas a la cita, honrada siempre e incompleta a veces». Su pensamiento está inspirado, según afirma él mismo muy a menudo, en los autores antiguos y no tanto en la realidad de su época, lo que le obligó en muchas ocasiones a ocultarse. Por otra parte, la erudición de Marina es doble, ya que al escribir Historia se muestra como un crítico ilustrado y, sin embargo, a la hora de pensar, teorizar o moralizar, aparece como un devoto de la Escolástica. Es posible que este pensamiento fluctuante, común a los Ilustrados y a Marina, tuviera su origen en las circunstancias y en el momento, también sujetos a cambios constantes. En su obra hay una clara inspiración patriótica que busca la solución a los problemas del país en la restauración de antiguas instituciones, como por ejemplo las Cortes".
A lo largo de sus escritos estudia la Monarquía española, dónde su filiación doctrinal hay que buscarla en la tardía Escolástica hispana, tales como: Suárez, Covarrubias, Vázquez de Menchaca o Roa Dávila.
Martínez Marina mantuvo una opinión similar a la de los "jovellanistas" y el propio Gaspar Melchor de Jovellanos (Memoria en defensa de la Junta Central) en torno a la Constitución de 1812: la de que existía previamente una "constitución" tradicional, apropiada a los usos y costumbres españoles.

«Martínez Marina, en la tesitura española de la Constitución gaditana de 1812, intentaría tratar de convencer... que lo que se iba a hacer era codificar la Constitución tradicional española: ¡ya estaba en la historia la fuente de las nuevas fórmulas!»
Lorenzo Martín-Retortillo (2004) Los derechos fundamentales y la constitución a los 25 años

Fue una figura de transición porque en su obra coinciden la forma de hacer historia del derecho propia de los ilustrados (con el uso del método histórico crítico), y por otra parte la forma de hacer historia del derecho liberal propia del siglo XIX. Pasó a ser el padre fundador de la Historia del derecho español. José Martínez Cardós editó sus Obras escogidas (1966, 1968 y 1969, 3 vols.)

## Obras
- Oración gratulatoria, manuscrito.
- Diccionario geográfico-histórico de Asturias.
- Principios naturales de la moral, de la política y de la legislación.
- "Antigüedades hispano-hebreas convencidas de supuestas y fabulosas. Discurso histórico crítico sobre la primera venida de los judíos a España", Madrid: Imprenta de Sancha, 1796, y también en Memorias de la Real Academia de la Historia, 3 (1799), 317-468.
- Ensayo histórico-critico sobre el origen y progresos de las lenguas, señaladamente el romance castellano.
- Ensayo histórico-crítico sobre la legislación y principales cuerpos legales de los reinos de Castilla y León, especialmente sobre el código de las Siete Partidas de don Alfonso X el Sabio.
- Ensayo histórico-crítico sobre la antigua legislación de los reinos de León y Castilla, Madrid, 1808.
- Discurso sobre el origen de la Monarquía y sobre la naturaleza del gobierno español, para servir de introducción a la Teoría de las Cortes, Madrid, 1813.
- Teoría de las Cortes o grandes juntas nacionales de los reinos de León y Castilla. Monumentos de su constitución política y la soberanía del pueblo, con algunas observaciones sobre la ley fundamental de la Monarquía española sancionada por las Cortes generales y extraordinarias, y promulgada en Cádiz, a 19 de marzo de 1812, Madrid, 1813.
- Historia civil y eclesiástica de Lérida, 1819, inédita.
- Discurso sobre las sociedades patrióticas, Madrid, 1820.
- Juicio de la Novísima Recopilación, publicada como autodefensa en los tribunales, 1819.
- Principios naturales de la moral, de la política y de la legislación, inédito hasta 1833 y escrito en 1824, en realidad una versión de la obra de Destutt de Tracy.
- Historia de la Vida de Nuestro Señor Jesucristo y de la doctrina y moral cristiana, Zaragoza, 1832, 4 vols.
- Defensa del doctor Don Francisco Martinez Marina contra las censuras dadas por el tribunal de la Inquisicion á sus dos obras Teoría de las Córtes: y el Ensayo histórico-crítico sobre la antiqua legislación de España, Madrid, 1861.